# 吳仕詮
吳仕詮（？—？），字子用、公擇，號湧瀾，浙江湖州府歸安縣人，民籍，明朝政治人物。

## 生平
萬曆元年（1573年）癸酉科浙江鄉試第四十三名舉人，二年（1574年）甲戌科三甲第二百八名進士。授溧水縣知縣，升南京兵部郎中。

## 著作
著有《白門詩草》六卷。曾纂修萬曆《溧水縣志》。擅長圍棋，有“南都國手”之譽。

## 家族
曾祖吳璋，贈布政使司都事；祖父吳龍，知縣；父吳徵，理問。母顧氏。慈侍下。兄吳仕讓（貢士）。